# Pesi piuma (MMA)
La divisione dei pesi piuma nelle arti marziali miste si riferisce ad un numero di differenti classi di peso:
- La divisione featherweight di UFC e Pancrase comprende lottatori tra i 62 e i 66 kg (136-145 libbre);
- La divisione lightweight Dream limitava i lottatori fino ai 63 kg (139 libbre), ora portati a 65 kg (143,3 libbre);
- La SRC featherweight division comprendeva lottatori fino a 143 libbre, ora portate a 145;
- La Shooto lightweight class comprende lottatori fino ai 60 kg (132 libbre);
- Per il regolamento stabilito dalla FIGMMA in Italia la divisione femminile fino ai 64 kg è denominata "pesi welter"[1].

## Ambiguità e chiarificazioni
Per un desiderio di uniformità la maggior parte dei media che trattano le arti marziali miste adottano la definizione di peso compresa tra i 61 e i 66 kg (146 e 155 libbre) per i pesi piuma.
Il limite massimo di 66 kg è stato definito dalla Commissione Atletica dello stato del Nevada.

## Campioni attuali
| Organizzazione       | Inizio regno        | Campione              | Record              | Evento                                  | Difese              |
| Campionati Maschili  | Campionati Maschili | Campionati Maschili   | Campionati Maschili | Campionati Maschili                     | Campionati Maschili |
| -------------------- | ------------------- | --------------------- | ------------------- | --------------------------------------- | ------------------- |
| UFC                  | 13 aprile 2025      | Alexander volkanovski | 27-4                | UFC 314                                 | 0                   |
| Bellator             | 5 settembre 2014    | Patricio Freire       | 24-2                | Bellator CXXIII                         | 2                   |
| WSOF                 | 13 dicembre 2014    | Lance Palmer          | 10-1                | WSOF 16: Palhares vs. Fitch             | 1                   |
| ONE FC               | 29 agosto 2014      | Jadamba Narantungalag | 10-3                | One FC 19: Reign of Champions           | 0                   |
| KSW                  | 18 dicembre 2022    | Salahdine Parnasse    | 21-2                | KSW 65: Khalidov vs. Soldić             | 2                   |
| M-1 Global           | 17 ottobre 2014     | Ivan Buchinger        | 28-4                | M-1 Challenge 52: Battle of Narts       | 0                   |
| Cage Warriors        | 1º novembre 2014    | Alex Enlund           | 11-2                | Cage Warriors 73: Ray vs. Warburton III | 0                   |
| Campionati Femminili |                     |                       |                     |                                         |                     |
| Invicta FC           | 13 luglio 2013      | Cris Cyborg           | 14-1                | Invicta FC 6: Cyborg vs. Coenen II      | 2                   |

## Divisione pesi MMA
| Nome classe di peso | Limite massimo      | Limite massimo | Categoria    |
| Nome classe di peso | in chilogrammi (kg) | in libbre (lb) | Categoria    |
| ------------------- | ------------------- | -------------- | ------------ |
| Pesi atomo          | 48                  | 105,8          | Donna        |
| Pesi paglia         | 52                  | 114,6          | Donna        |
| Pesi mosca          | 57                  | 125,7          | Uomo / Donna |
| Pesi gallo          | 61.5                | 135.6          | Uomo / Donna |
| Pesi piuma          | 65.5                | 144,4          | Uomo / Donna |
| Pesi leggeri        | 70                  | 154,3          | Uomo         |
| Pesi welter         | 77                  | 169,8          | Uomo         |
| Pesi medi           | 84                  | 185,2          | Uomo         |
| Pesi mediomassimi   | 93                  | 205            | Uomo         |
| Pesi massimi        | 120                 | 264,6          | Uomo         |
| Openweight          | -                   | -              | Uomo / Donna |